# Robert Sipp
Friedrich Robert Sipp, né le 5 juillet 1806 à Leipzig et mort le 21 décembre 1899, est un violoniste allemand et membre de longue date de l'Orchestre du Gewandhaus de Leipzig.

## Biographie
Robert Sipp est le fils de Friedrich Ehrenfried Sipp et de son épouse Johanna Friederike née Schön. On ne sait rien de sa formation musicale. En 1824, Robert Sipp et Wilhelm Eduard Hermsdorf (1804-1886) rassemblent autour d'eux des jeunes de Leipzig qui appréciaient la musique, ce qui aboutit à la création de l'association musicale Euterpe (de) en 1828.
À partir de 1825, Robert Sipp est employé au Gewandhaus de Leipzig, où il occupe le poste de violoniste.
En 1834, il est ajouté à la caisse de retraite de l'orchestre. Il est membre de l'orchestre pendant quarante-cinq ans jusqu'à sa retraite en 1870.
Au cours de l'été 1830, il donne pendant quelques mois des cours de violon à Richard Wagner, alors âgé de 17 ans. En 1841, Robert Sipp est accepté dans la loge franc-maçonnique Balduin zur Linde (de) de Leipzig.
Robert Sipp se marie deux fois et devient veuf deux fois. Lorsqu'il meurt à l'âge de 93 ans, il vit avec une fille à Gohlis. Sa tombe se trouve au Cimetière de Gohlis (de).

## Relation avec Richard Wagner
Après des cours de violon, Robert Sipp juge ainsi le jeune Wagner : « Il avait une compréhension rapide, mais il était paresseux et ne voulait pas s'entraîner. C'était mon pire élève. ». Néanmoins, Richard Wagner a dû se souvenir de lui avec tendresse car il a invité l'homme de soixante-seize ans au premier Festival de Bayreuth en tant qu'invité d'honneur. Et le jour de son quatre-vingt-dixième anniversaire la veuve de Wagner, Cosima, et son fils Siegfried faisaient partie des sympathisants de son anniversaire,.